# Richard Morris
Richard Graham Michael Morris (27 de junho de 1948) é um neurocientista britânico.
É conhecido por desenvolver o "Labirinto de Morris" (em inglês:  Morris water navigation task), um dos testes mais utilizados atualmente sobre a aprendizagem dos roedores, e por seu trabalho sobre a função do hipocampo. É atualmente o diretor do Centro de Sistemas Cognitivos e Neurais (Edimburgo) e Professor Wolfson de Neurociência da Universidade de Edimburgo. Desde 1997, ele tem sido um Fellow da Royal Society.
Recebeu o Prêmio Brain de 2016, juntamente com Timothy Bliss e Graham Collingridge.